# Miguel Martínez Peñaloza
Miguel Martínez Peñaloza (12 de agosto de 1977, Cadereyta de Montes, Querétaro, México), de profesión Economista, es un político mexicano miembro del Partido Acción Nacional, fue elegido alcalde de Cadereyta de Montes en 2000.
Realizó su formación académica en la Universidad del valle de México. Fue nombrado presidente municipal el 1 de octubre de 2000 para el trienio 2000-2003, tras vencer su partido en las elecciones celebradas el 5 de julio, sucediendo en el cargo a Mercedes Laclette Loustalot Villareal.